# Klaus Liedl
Klaus Liedl (* 15. Jänner 1949 in Linz) ist ein österreichischer Bildhauer, Maler und Hochschullehrer.

## Leben und Wirken
Liedl absolvierte von 1964 bis 1967 die Bundesfachschule für Holz- und Steinbildhauerei in Hallstatt und bis 1968 in Hallein. An der Kunstschule der Stadt Linz besuchte er 1968 bis 1970 die von Walter Ritter geleitete Bildhauerklasse. Anschließend war er einige Zeit Assistent von Erwin Reiter und verfügte von 1974 bis 1980 über einen entsprechenden Lehrauftrag. 1992 war er Gastprofessor für plastisches Gestalten an der Technischen Universität Graz. Liedl wohnt in St. Florian bei Linz und gilt als Initiator und Organisator des seit 1993 meist alle zwei Jahre vergebenen Floriana Literaturpreises. Er gehört seit 1978 der Künstlervereinigung MAERZ an.

## Werke
Werke im öffentlichen Raum
- Jubiläumsbrunnen Adalbert-Stifter-Platz in Linz[2]
- Stadtbrunnen-Floriansbrunnen am Ennser Hauptplatz: Moderner 14-strahliger Springbrunnen aus Granit und Stahl von 1996. Die Granitplatten stellen Mühlsteine dar und erinnern an das Martyrium des heiligen Florian.[3]
- Künstlerische Gestaltung der katholischen Pfarrkirche Leonding-Hart.

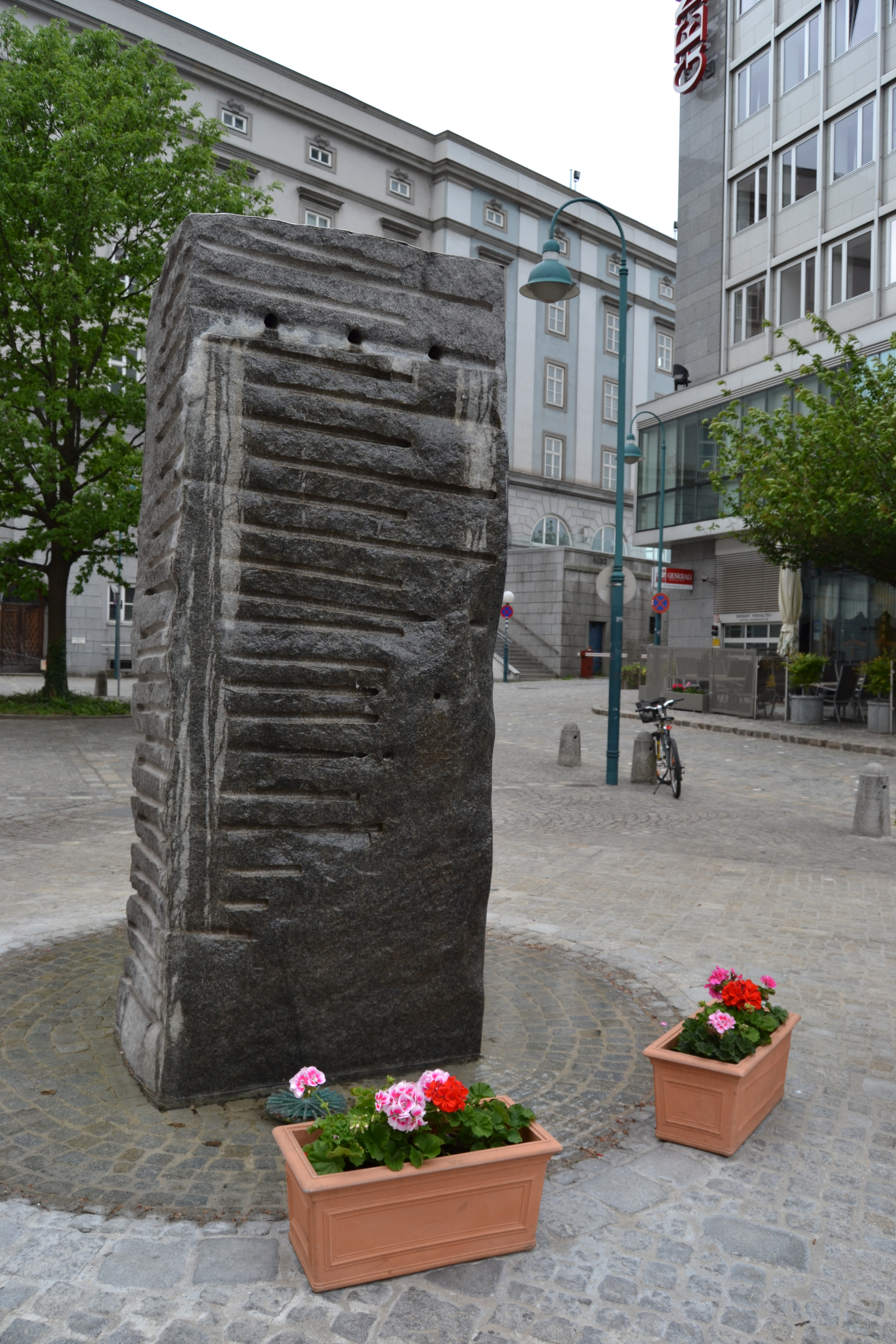
Jubiläumsbrunnen Adalbert-Stifter-Platz, Linz, Innenstadt
- Brunnen am Ennser Hauptplatz (Video, 0:13)

Gemälde
- Für die Kunstsammlung des Landes Oberösterreich wurden zwischen 1971 und 2013 mehrere Werke angekauft[4]

Skulpturen
- Liedl gestaltete die Bronzestatue für den Landespreis Felix Familia, der vom Land Oberösterreich alljährlich für besonders familienfreundliche Projekte vergeben wird.

## Einzelausstellungen (Auswahl)
- Museum der Stadt Regensburg, Regensburg 1972.
- Galerie Forum Stadtpark, Graz, 1979
- Galerie MAERZ, Linz, 1979, 1988
- Galerie der Stadt Wels, Wels, 1981.
- Neue Galerie der Stadt Linz, Linz, 1985
- Kammerhofgalerie,[5] Gemeinschaftsausstellung, 1990
- Museum Moderner Kunst Passau, Passau, 1997
- Stift St. Florian, St. Florian bei Linz, 2007
- Galerie Schloss Puchheim, Attnang-Puchheim, 2008

## Publikationen
- Mit Stella Rollig: Klaus Liedl – Befreit von falscher Kümmernis. Malerei- und Skulpturenkatalog. Weitra 2007.
- Elisabeth Vera Rathenböck: Malerei und Schwerkraft, Der Künstler Klaus Liedl. In: Kulturbericht Oberösterreich. Jahrgang 61 (2007), Linz 2007, Folge 10, S. 5.
- Geprägte Unikate. 40 Prägedrucke auf Büttenpapier. Weitra 2010.
- Peter Baum: Klaus Liedl – Skulpturen. Linz 1985.

## Auszeichnungen
- Talentförderungsprämie des Landes Oberösterreich, 1979.
- Professor h.c.